# 耳状齿刺蛛
耳状齿刺蛛（学名：Bolyphantes auriformis）为皿蛛科齿刺蛛属的动物。在中国大陆，分布于山西等地。该物种的模式产地在山西翼城。